# Martin Stenmarck

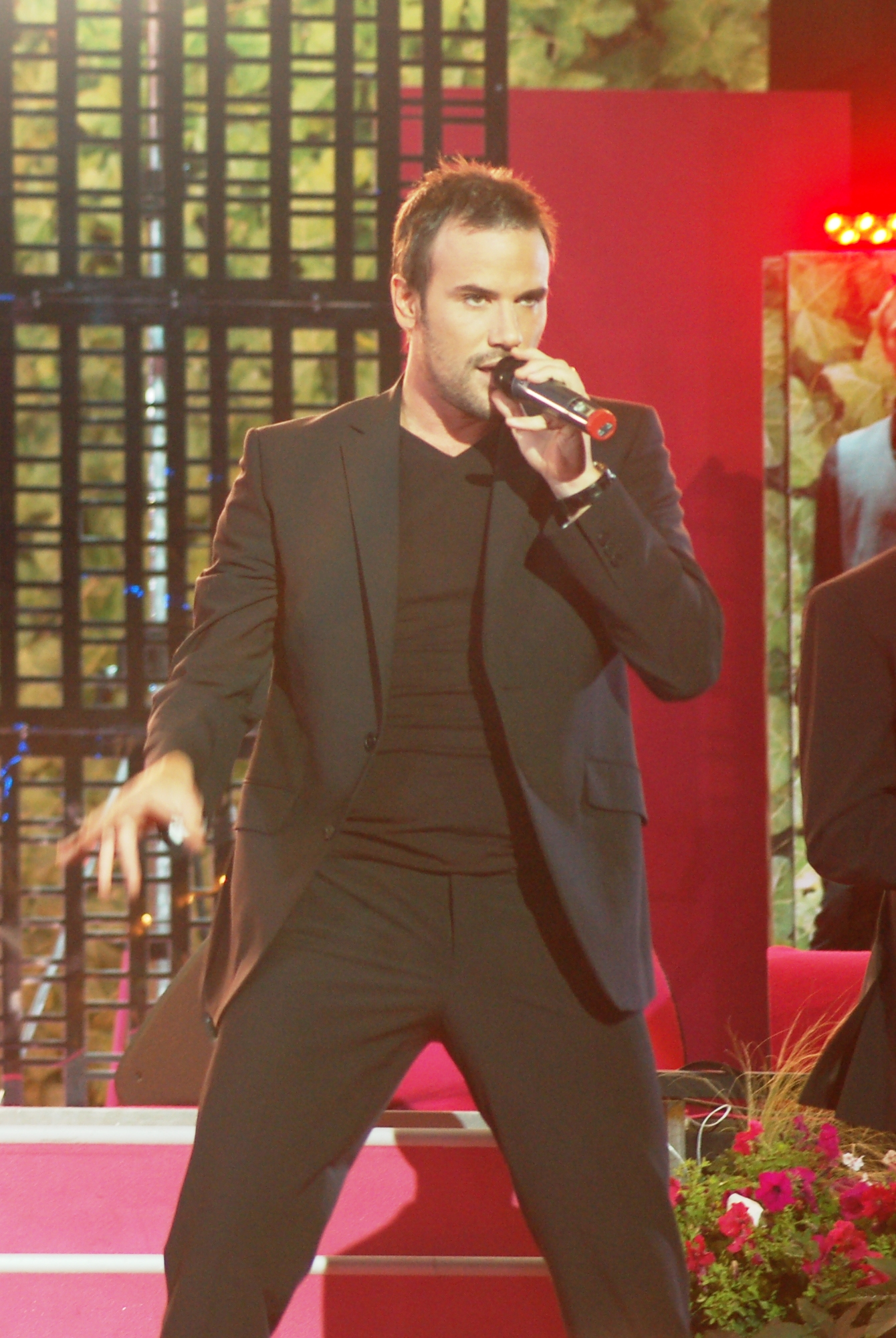
Martin Stenmarck

Martin Stenmarck (Estocolmo, 3 de outubro de 1972) é um ator e cantor sueco.
Stenmarck representou a Suécia no Festival Eurovisão da Canção 2005, com a música "Las Vegas", terminando na décima nona colocação com 30 pontos.